# Tiberi Pontifici
Tiberi Pontifici (en llatí Tiberius Pontificus) va ser elegit tribú de la plebs l'any 480 aC i va intentar introduir una llei agrària. Titus Livi el menciona.